# Renault R24
A Renault R24 egy Formula–1-es versenyautó, amelyet a 2004-es Formula–1-es szezonban használt a Renault gyári Formula–1-es csapata.
Az alvázat Mike Gascoyne, Bob Bell, Tim Densham és Dino Toso tervezte, az autó tervezését és gyártását Pat Symonds felügyelte, mint a műszaki igazgató, a motortervezést pedig Bernard Dudot vezette. A csapat versenyzői Fernando Alonso, Jarno Trulli és Jacques Villeneuve voltak.
A Renault a San Marinó-i Nagydíjra egy új, frissített R24B modellt hozott, amely új hengerfejekkel, szívórendszerrel és a motor alsó részének kapcsolódó változtatásaival rendelkezett.

## Az évad
Az autó a szezon során gyors és megbízható volt, megelőzve a Williamseket és a McLareneket, valamint állandó kihívója volt Jenson Button és Szató Takuma hasonlóan gyors BAR Hondáinak. Azonban Michael Schumacher és Rubens Barrichello Ferrari F2004-es autója rendszeresen felülmúlta őket, mivel a Ferrari párosa 2004-ben a 18 futamból 15-öt megnyert.
A csapat igazi esélyes lett a konstruktőri bajnokság második helyére. Trulli megnyerte a Monacói Nagydíjat, mely a csapat egyetlen győzelme volt abban az évben. Trullinak azonban a Renault-val (különösen a csapatfőnökkel és Trulli akkori menedzserével, Flavio Briatoréval) való kapcsolata azonban megromlott, miután az év második felében folyamatosan elmaradt a teljesítménye a várakozásoktól, és állításokat tett a csapaton belüli kivételezésről Alonso felé.
Rendszeresen a Francia Nagydíjat emlegetik Briatore számára az utolsó cseppként a pohárban, ahol Trullit Rubens Barrichello az utolsó kör utolsó szakaszában megelőzte, ami a Renault-nak egy kettős dobogós helyezésébe került a hazai nagydíjon. Trullit később kirúgták, miután 5 egymást követő versenyen nem szerzett pontot. Ezt követően bejelentette, hogy a következő évre a Toyota F1-es csapatához csatlakozik, és idő előtt elhagyta a Renault-t. A 2004-es szezon utolsó két futamán a Toyotát vezette.
A konstruktőri bajnokság második helyének biztosítása reményében a Renault az utolsó három futamra Trulli helyére az 1997-es világbajnok Jacques Villeneuve-öt ültette. Villeneuve azonban - aki majdnem egy teljes szezont kihagyott, és nehezen akklimatizálódott gyorsan a királykategóriás versenyzéshez - nem tudott pontot szerezni egyszer sem, és a csapat 105 ponttal a harmadik helyen végzett a Ferrari és a BAR mögött.
A kanadai, a francia és a brit nagydíjakon a főszponzor Mild Seven feliratai lekerültek az autókról, és helyette a Team Spirit feliratok látszódtak.
AZ R24-es szerepelt a Top Gear egyik epizódjában is, ahol is a Renault azt állította, hogy a műsor tesztpályáján kevesebb mint 1 perc alatt végigérnek Végül ez 59 másodperc alatt csakugyan sikerült is. Az autót nem a Stig vezette, hanem a csapat tesztpilótája, Heikki Kovalainen, aki magát a Stignek álcázta.

## Eredmények
| Év   | Csapat     | Motor        | Gumik | Pilóták            | 1   | 2   | 3   | 4   | 5   | 6   | 7   | 8   | 9   | 10  | 11  | 12  | 13  | 14  | 15  | 16  | 17  | 18  | Pontok | Helyezés |
| ---- | ---------- | ------------ | ----- | ------------------ | --- | --- | --- | --- | --- | --- | --- | --- | --- | --- | --- | --- | --- | --- | --- | --- | --- | --- | ------ | -------- |
| 2004 | Renault F1 | Renault RS24 | M     |                    | AUS | MAL | BHR | SMR | ESP | MON | EUR | CAN | USA | FRA | GBR | GER | HUN | BEL | ITA | CHN | JPN | BRA | 105    | 3.       |
| 2004 | Renault F1 | Renault RS24 | M     | Jarno Trulli       | 7   | 5   | 4   | 5   | 3   | 1   | 4   | KI  | 4   | 4   | KI  | 11  | KI  | 9   | 10  |     |     |     | 105    | 3.       |
| 2004 | Renault F1 | Renault RS24 | M     | Fernando Alonso    | 3   | 7   | 6   | 4   | 4   | KI  | 5   | KI  | KI  | 2   | 10  | 3   | 3   | KI  | KI  | 4   | 5   | 4   | 105    | 3.       |
| 2004 | Renault F1 | Renault RS24 | M     | Jacques Villeneuve |     |     |     |     |     |     |     |     |     |     |     |     |     |     |     | 11  | 10  | 10  | 105    | 3.       |